# Hideaki Yanagida
Hideaki Yanagida (jap. 柳田英明 Yanagida Hideaki; ur. 1 stycznia 1947 w Hatirogata) – japoński zapaśnik walczący w stylu wolnym. Złoty medalista olimpijski z Monachium 1972, w kategorii 57 kg.
Triumfator mistrzostw świata w 1970 i 1971. Mistrz igrzysk azjatyckich w 1970 roku.